# アンティークシンバル
アンティークシンバル、サンバルアンティークは体鳴楽器に分類される打楽器の一種。シンバルを小さくしたような形であるが、音は全く異なる。
直径は数cmから十数cmで、シンバルと比べると大きさの割に肉厚で数mmの厚さがある。高い澄んだ音が鳴り、音の高さをはっきりと聞き取ることができる。
同じ音の出るものを2枚用意し、これの中央にひもを付け、楽器の縁と縁とが打ち合うようにして演奏するのが本来の演奏法である。しかし、これを1枚だけ用意し、逆に凹面が上になるように中央を軽く固定して、木琴のマレットなどで打つのが現在では一般的である。この場合には、鉄琴のように音階の音をすべて用意して鍵盤状に並べて演奏することができる。
クロタルあるいはクロテイル（crotale）と呼ぶことも多い。この語は古代ギリシア語のクロタロン(κρόταλον)にもとづくが、この語は本来はカスタネットのように片手で持って鳴らす楽器を言う。
この楽器が用意できない場合には、グロッケンシュピールで代用する。

## 使用楽曲
- ベルリオーズ：ロメオとジュリエット
- ドビュッシー：牧神の午後への前奏曲
- ストラヴィンスキー：春の祭典、結婚
- ラヴェル：ラ・ヴァルス
- ライヒ：テヒリームほか
- 諏訪雅彦：16世紀のシャンソンによる変奏曲（2009年度全日本吹奏楽コンクール課題曲）
- 八木澤教司：モアイ　～太陽を見つめる七体の巨像
- 谷地村博人：きみは林檎の木を植える (2014年度全日本吹奏楽コンクール課題曲)
- 石井眞木：日本太鼓とオーケストラのための「モノプリズム」
- 武満徹：雨の樹、フロム・ミー・フローズ・ホワット・ユー・コール・タイム
- ヴァン・デル・ロースト：スパルタクス

ロック音楽でもしばしば使われ、たとえばラッシュのYYZの冒頭でソロが聞こえる。

## 参考資料
『打楽器事典』5頁、音楽之友社、網代景介・岡田知之著、1981年